# Villa Nueva (Honduras)
Villa Nueva – miasto w Hondurasie, położone w departamencie Francisco Morazán.
Przez miejscowość przebiega droga krajowa CA-6.